# واترولیت (میشیگان)
واترولیت، میشیگان (به انگلیسی: Watervliet, Michigan) یک شهر در ایالات متحده آمریکا با جمعیت ۱٬۷۳۵ نفر است که در میشیگان واقع شده‌است.

## موقعیت جغرافیایی
موقعیت جغرافیایی شهرها و مناطق اطراف به شرح زیر است: